# Batticaloa
Batticaloa —மட்டக்களப்பு en tàmil, Maṭṭakkaḷappu; මඩකලපුව en singalès, Madakalapuwa) és una ciutat important de la Província Oriental (Sri Lanka), i l'antiga capital provincial. És la capital administrativa del districte de Batticaloa. La ciutat és seu de la Universitat Oriental de Sri Lanka i és una ciutat comercial important. És troba a la costa de l'est, 111 km al sud-sud-est de Trincomalee, i està situada en una illa. Pasikudah és una de les destinacions turístiques més populars situada a 35 km al nord-oest de la ciutat, amb platges planes d'aigua càlida i llacunes superficials. La ciutat té quatre divisions principals: Puliyanthivu, Koddamunai, Kallady, Puthur (amb aeroport nacional).

## Etimologia

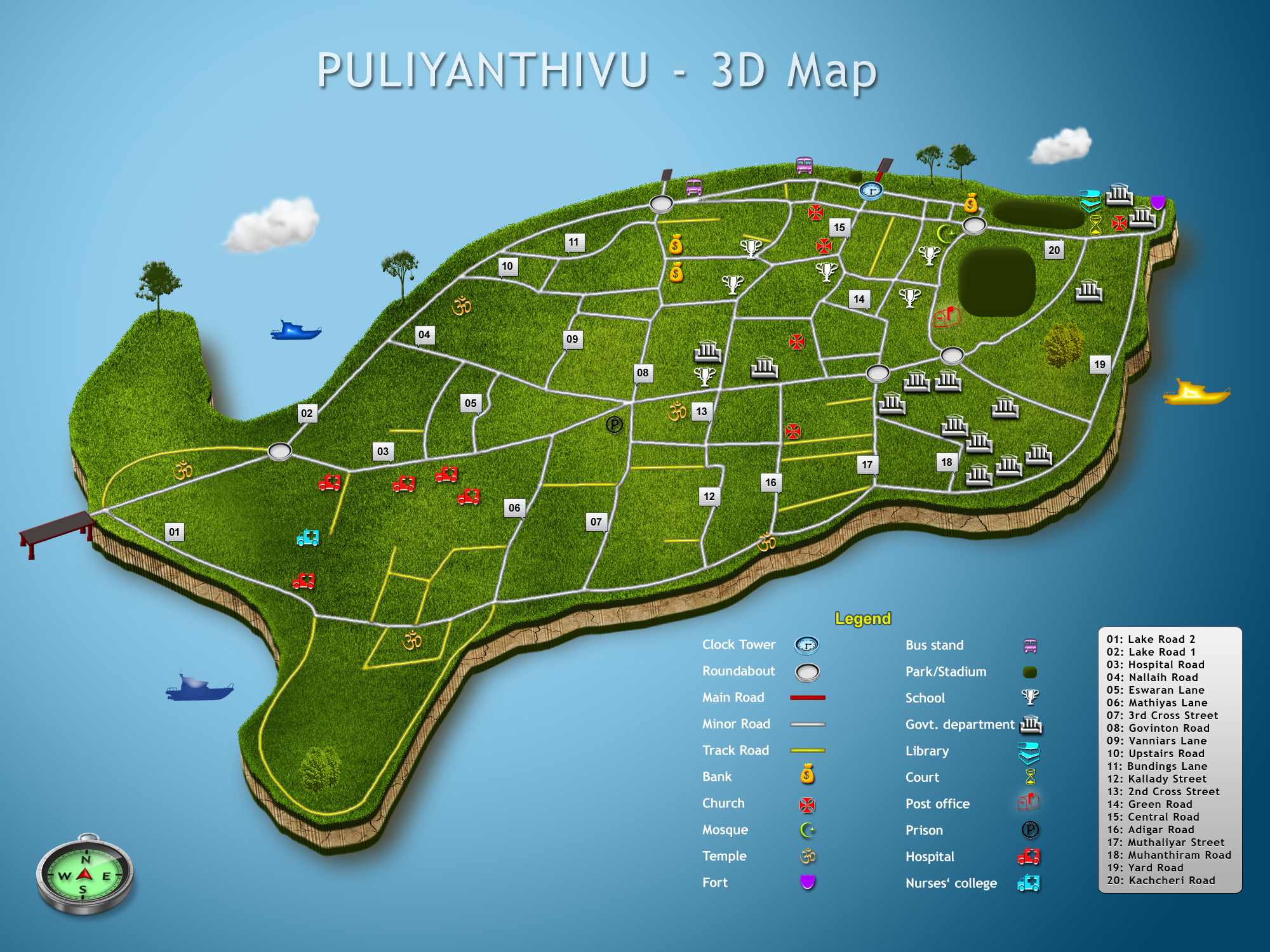
Puliyanthivu en un mapa 3D

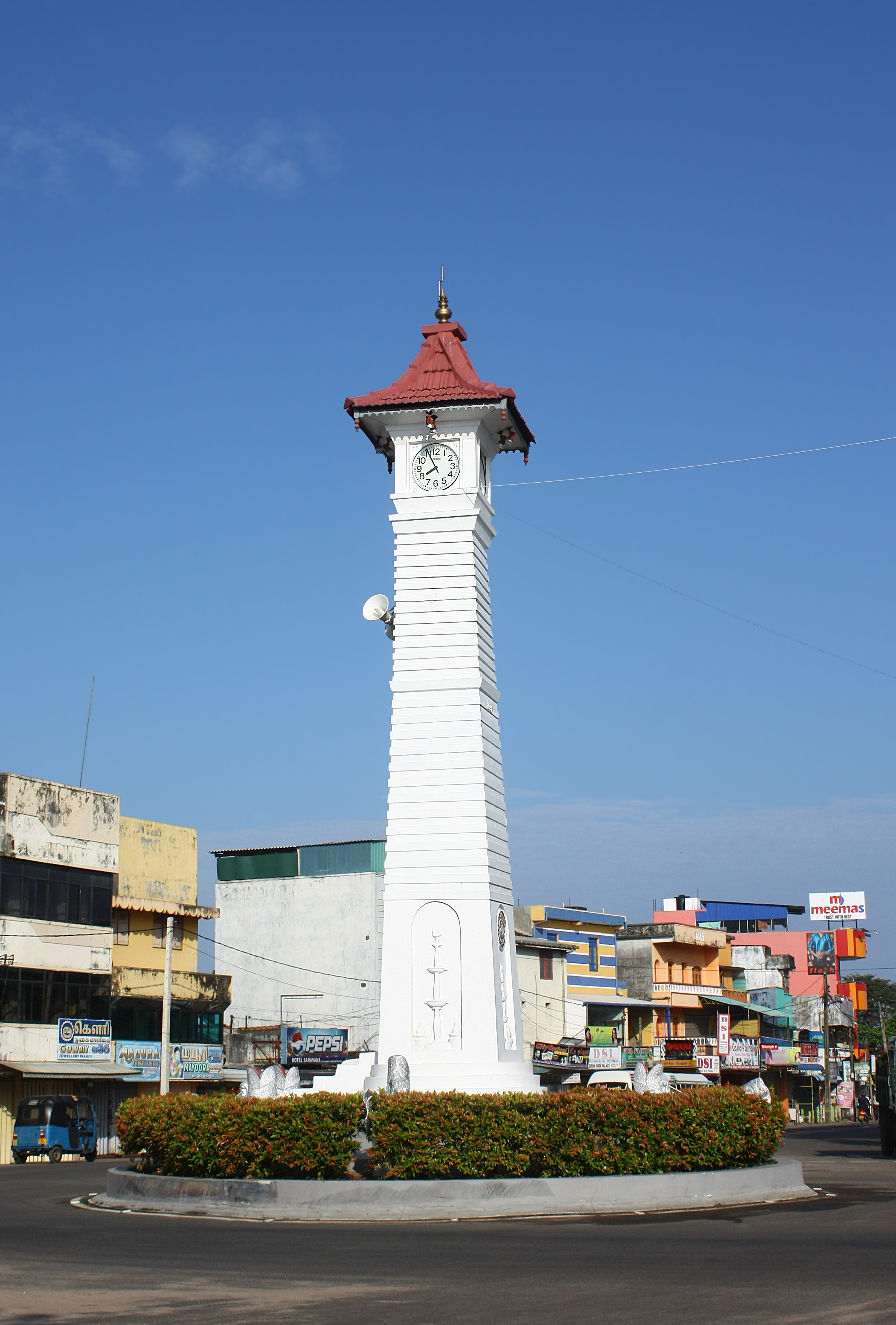
Batticaloa, Torre del rellotge

Batticaloa deriva del portuguès. El nom original de la regió és el tàmil "Matakkalappu" (traduïble com “pantà de fang”). Segons Mattakallappu Manmiyam (மட்டக்களப்பு மான்மியம்) la paraula tàmil Mattakkallpu consisteix en les paraules "Mattu" (மட்டு) Matta-derivat de "Mattam" (மட்டம்) que significa 'pis' i el nom geogràfic KaLappu. Mukkuwa anomena aquest lloc com KaLappu-Mattam o frontera de la llacuna, esdevenint més tard Matta-Kallappu o Llacuna Plana. Batticaloa també té un renom, "terra del peix que canta" (en tàmil மீன் பாடும் தேன் நாடு) a causa dels sons musicals relacionats amb un peix o criatura aquàtica del llac Batticaloa prop del pont de Kallady. La BBC Radio 4 va poder enregistrat el so misteriós del llac Batticaloa. El so va ser retransmès per la Sri Lanka Broadcasting Corporation en els anys 1960 amb l'ajuda del Rev. Fr. Lang, un sacerdot catòlic.

## Geografia
Batticaloa està en la costa oriental de Sri Lanka en una plana costera entaulada per l'Oceà Índic a l'est ocupant la part central del Sri Lanka oriental. La seva altura mitjana és al voltant de 5 metres. El districte de Batticaloa té tres llacunes: Batticaloa Lagoon, Valaichchenai Lagoon, i Vakari (Panichchankerni) Lagoon. Entre aquestes llacunes, Batticaloa Lagoon és la més gran i amida 56 km de llarg i 162 km² de superfície, estenent-se de Pankudaweli al nord a Kalmunai al sud.
Hi ha diverses illes dins del llac de Batticaloa com Puliayantheevu, Buffaloa i l'illa de Bone. Molts ponts són construïts a través de la llacuna connectant la terra amb les illes. El Puliayantheevu és el centre metropolità de la ciutat. El pont més gran de tot és el de Lady Manning localitzat a Kallady, el qual és el camí d'accés principal a la ciutat des del sud del districte. Aquest pont és també famós pel anomenat cant dels peixos que van ser considerats sons musicals que es van sentir al llac Kallady en un dia de lluna ple. Un sacerdot, el Pare Lang, va enregistrar aquest so musical i el va retransmetre per radio.
Les platges de Batticaloa són sorrenques i localitzades al llarg de 4 km de la zona de la costa de la ciutat i més enllà s'estenen a través de les zones veïnes. Inclouen les platges de Kallady, Pasikudah i Kalkudah. Pasikudah és una badia protegida de l'oceà, amb un llit pla i sorrenc que estén fins a 150 a 200 metres de la riba.

## Història

### Història antiga

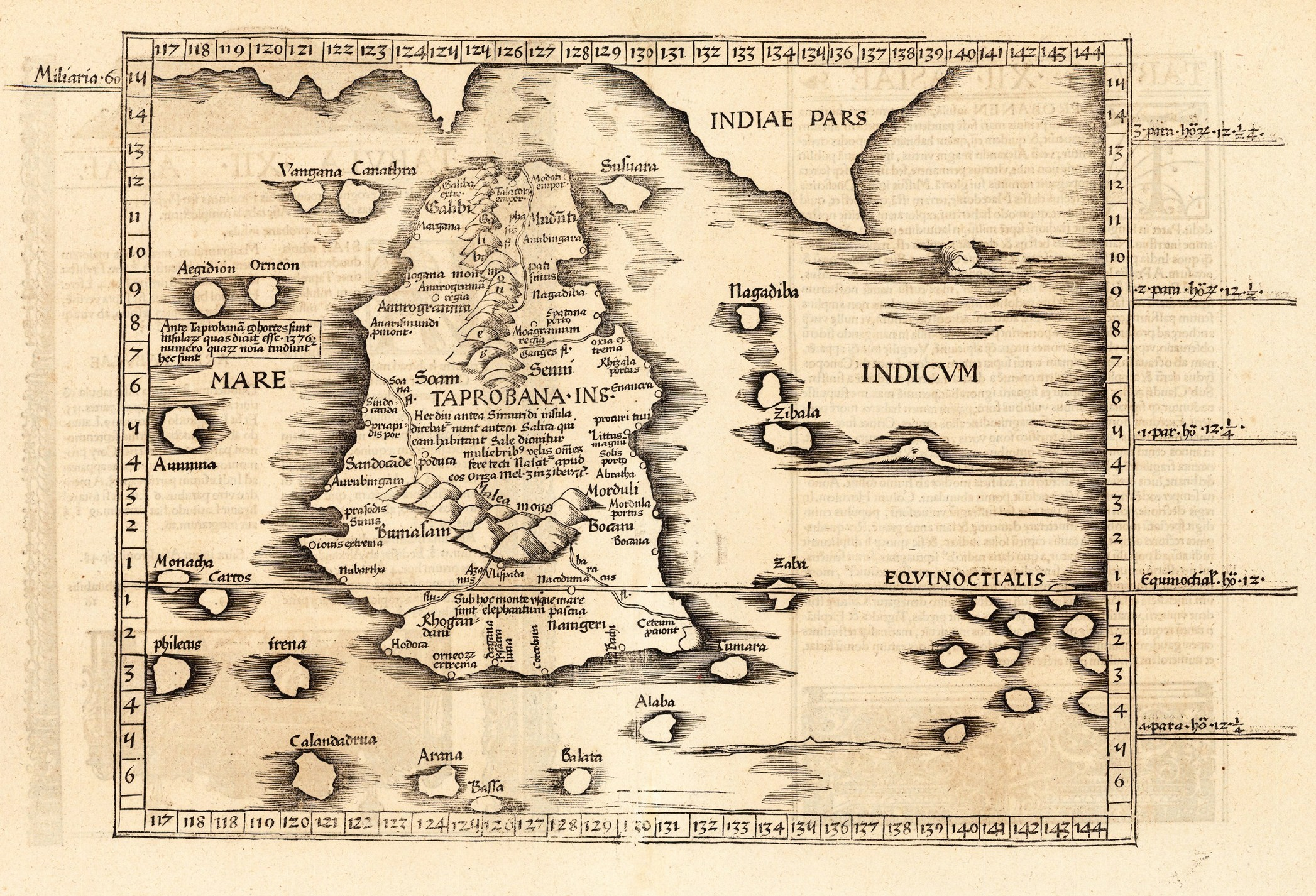
mapa de Claudi Ptolemeu de Ceilan, segle I dC en una publicació de 1535.

El mapa antic dibuixat pel cartògraf egipci Ptolemeu mostra la Província Oriental i Batticaloa com Nagadiba. Hi va haver diversos reis i prínceps Naga que van governar Sri Lanka i Nagadeepa que va ser anomenats amb diversos noms Naga. Aquests noms són esmentats al Mahavansa.
Mannar fou la primera capital establerta pel Prince Vijaya (el Malla que va ser expulsat pel seu pare de Singapura) al voltant del 500 aC. El seu fill Pandukaabahya va moure la capital a Anoora. El mapa de Claudi Ptolemeu mostra aquesta ubicació com Anoor i va portar aquest nom molt de temps. Més probablement era Anaiyoor que vol dir Ciutat del Elefant. Més tard la capital va esdevenir una gran ciutat i el nom va ser canviat a Anuradhapura. Hi hi havia llocs anomenats Malae significant Malai o Muntanyes per indicar un país muntanyós. Jaffna i Pedro Point van ser marcades com emporis mostrant que eren el Manchester de l'Est. Roghana era el nom del sud. El riu Mahaweli Ganga era anomenat antigament Ganges. El antic nom de Trincomalee era Naga Diba.

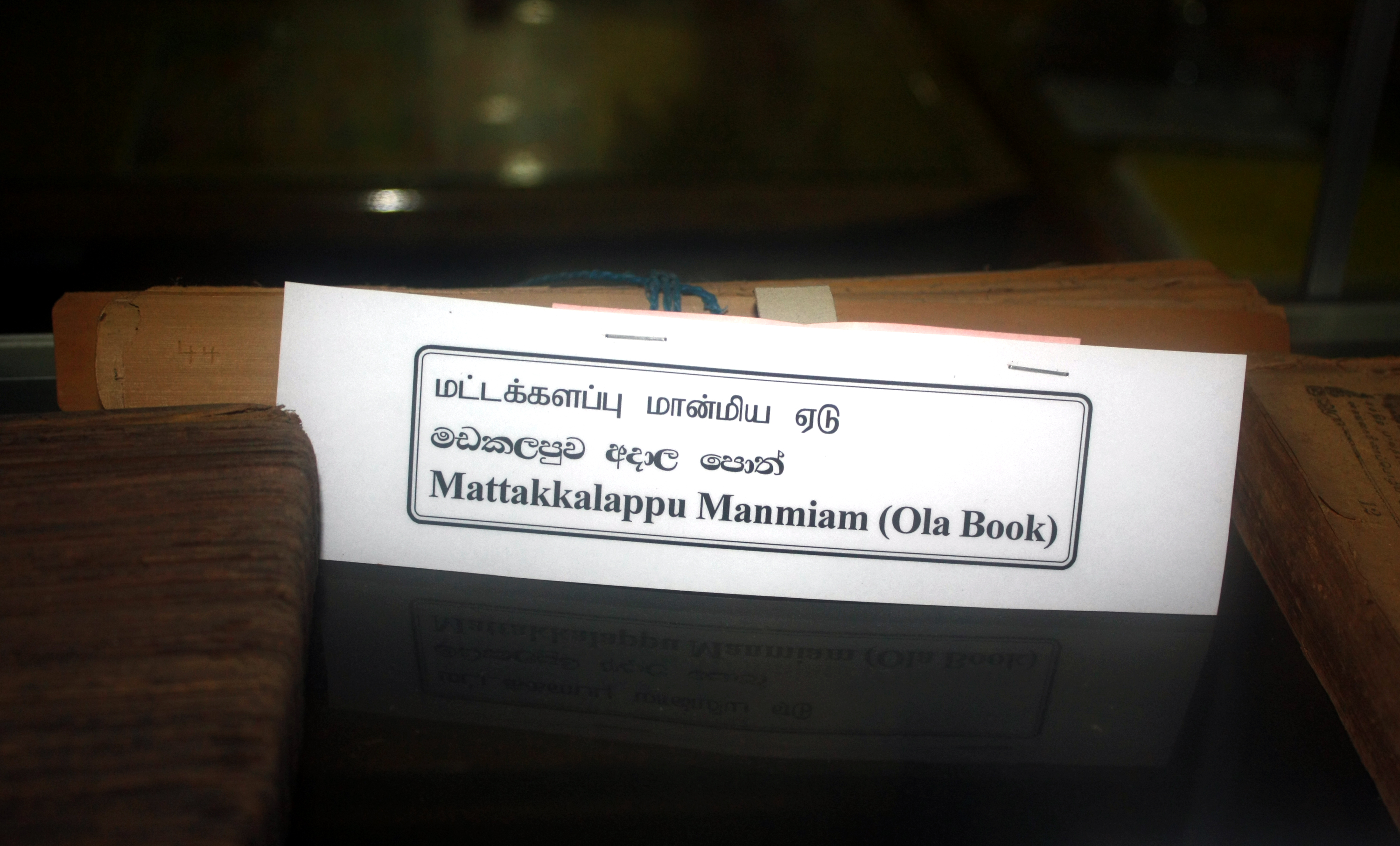
Mattakallappu Manmiyam manuscrits en fulla de palma al Museu de Batticaloa

Mattakallappu Manmiyam esmenta (மட்டக்களப்பு மான்மியம்) els Mukkuva o Mutkuhar com les primeres persones que van emigrar a aquesta terra i van construir set pobles en diverses àrees. Van immigrar des de l'Índia i van establir el regne de Mukkuva. El nom dels pobles i ciutats de la regió de Batticaloa encara conserven l'evidència històrica de l'antic poble de la zona. El nom donat pels Mukkuva era "Kallpu-Mattam" quin literalment significa "frontera de la llacuna". Més tard va ser anomenada "Matta-Kallappu" que indica el destí del viatge dels Mukkuva i l'aigua plana.

### Guerres Mukkuva
Mukkuva és una antiga comunitat costanera del país tàmil. Són d'origen mixt i emigraren en diversos períodes. Els Mukkuva van fer la guerra al voltant de Puttalam i la costa occidental. Gajabahu, Parakramabahu, Vijayabahu foren alguns reis Suryawamsa que van emprar soldats chera per a la seva protecció i la defensa de Sri Lanka.
Quan Anuradhapura va ser destruïda, la capital fou moguda de Anuradhapura a Polonnaruwa. Quan Pollonaruwa va ser destruïda, la capital va passar a Kotte i finalment a Kandy. Anuradhapura va ser destruïda per Rajaraja Chola que va establir Polonnaruwa. Fins i tot encara que Pollonaruwa va tenir uns quants temples hindus fou una gran ciutat budista amb similituds arquitectòniques amb Angkor Vat.

### Kalinga Magha
Com a catalitzador del canvi, Kalinga Magha és un dels governants més significatius de la història de Sri Lankan. La seva invasió marca el final catastròfic del regne de Rajarata, el qual va tenir per molt de temps el poder a l'illa. Les ciutats grans dels reis antics foren perdudes i van desaparèixer a la jungla, i no van ser redescobertes fins al segle xix. El poder natiu va quedar centrat en una col·lecció de regnes a Sri Lanka del sud i central. Al nord, mentrestant, va evolucionar fins al Regne de Jaffna, el qual va ser sotmès al domini portuguès el 1619.
Kalinga Magha va reflectir el seu domini en la llengua amb canvis al Culavamsa. Les divisions tradicionals de Sri Lanka, a Rajarata, Dhakkinadesa, i Ruhuna, primer va experimentar un canvi de noms (Rajarata esdevingué Pathithadesa, Dhakkinadesa esdevingué Mayarata), que finalment van esdevenir tots obsolets. Els seus regnes successors van tendir per ser geogràficament més petits i centrats en una ciutadella forta o capital, com Yapahuwa o Gampola; també foren sovint curts com Sitawaka.

### Regne de Jaffna
Amb la decadència del subregne Rohana i la derrota de Polonnaruwa quan van arribar el poder els Chola, aquestes regions esdevenien salvatges. Les moltes feines de regatge (tancs etc., que existeixen i fins i tot avui encara subsisteixen en part) van desaparèixer; la malaria es va estendre si ve la costa oriental fou menys afectada i va començar a ser ocupada.
Parakramabahu I es va coronar el 1236. Va girar la seva atenció a la recuperació de Polonnaruwa dels tàmils, i va aconseguir aquest propòsit el 1244. En aquesta connexió dos reis són esmentats, Kalinga Magha i Jaya Bahu, que havia estat al poder quaranta anys, aparentment considerat del temps de govern militar després de Sahasa Malla. En l'onzè any del rei (1244/5) Lanka va ser envaït per Chandrabhanu, un Javanès (Javaka) de Tambralinga, possiblement un pirata, que finalment fou rebutjat però va fer altres intents. El rei va morir el 1258.

### Colònia europea
Portugal

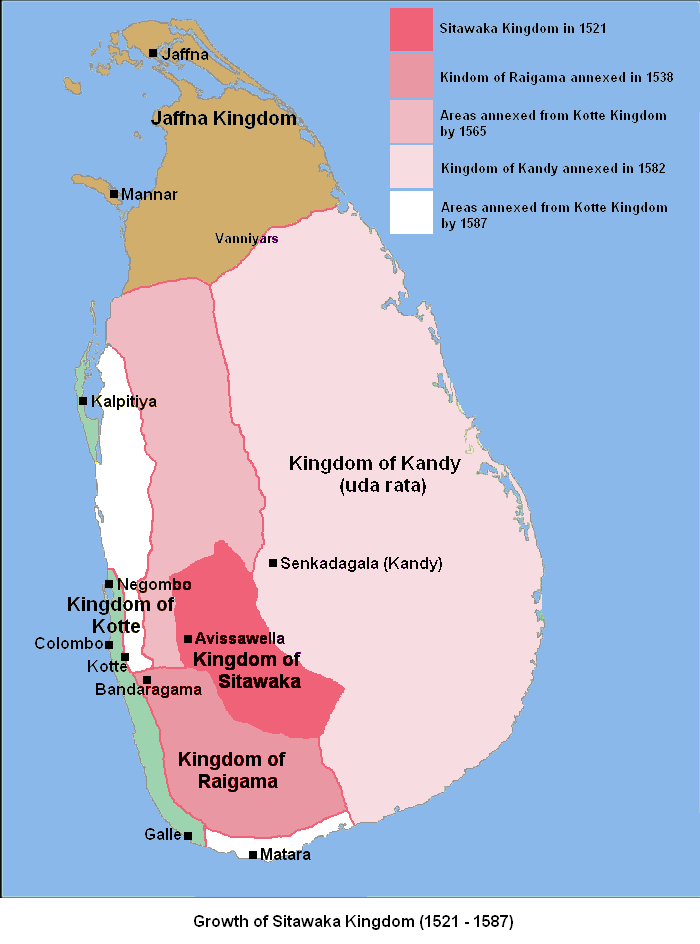
El creixement i impacte del regne de Sitawaka, 1521–1594

Lourenço de Almeida, l'almirall portuguès per l'Índia va envair Ceilan i el va fer part de la colònia portuguesa.

### Batticaloa holandesa

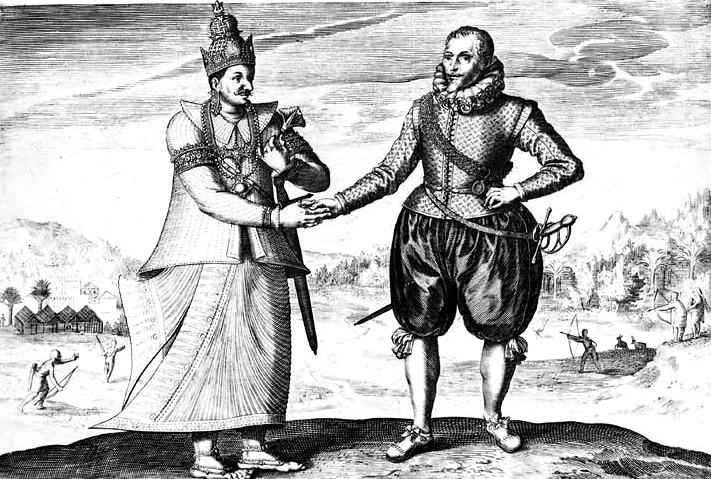
Vimala Dharma Surya I rebent Joris van Spilbergen, 1603.

Sri Lanka era un confederació de diversos governants i diferents prínceps van governar les províncies i es va ajudar un a l'altre però també van conspirar un contra l'altre. Els colonialistes portuguesos van acabar governant el regne de Kotte. Llavors Kandy i Jaffna es van aliar per lluitar en contra Portugal. Com a estratègia es van apropar als holandesos per tenir un comerç lliure global i per aconseguir lliurar-se dels portuguesos.
De Cap Comorin l'almirall holandès Joris van Spilbergen es va presentar a Punta de Galle però, sense desembarcar allà o a qualsevol dels altres llocs que estaven fortificats pels portuguesos, va navegar al voltant de la costa del sud de l'Illa i va arribar a Batticaloa on va ancorar el 31 de maig de 1602. Va saber que la ciutat de Batticaloa, on el cap de la província (disawani) residida, estava aproximadament uns 5 km cap al interior; va enviar un missatger que proposava entrar a comerciar amb el disawa. Mentrestant va aprendre d'alguns tàmils que van pujar a bord que hi havia abundància de pebre i canyella, però que per obtenir-lo s'havia de pactar amb el cap del poblat. Aquests tàmils portaven amb ells un intèrpret portuguès, ja que el portuguès era la llengua europea única fin llavors escoltada a Ceilan, i els nadius de l'illa van tenir cap idea que hi hi havia altres persones blanques que parlaven una llengua diferent. L'Almirall es va dirigir de Batticaloa a Kandy on li va ser donada una recepció d'heroi mentre el rei Rajasinghe va considerar que era el moment de lliurar-se dels portuguesos, els opressors que a poc a poc es volien apoderar de tota l'illa sistemàticament i promovien la subversió contra Rajasinghe.

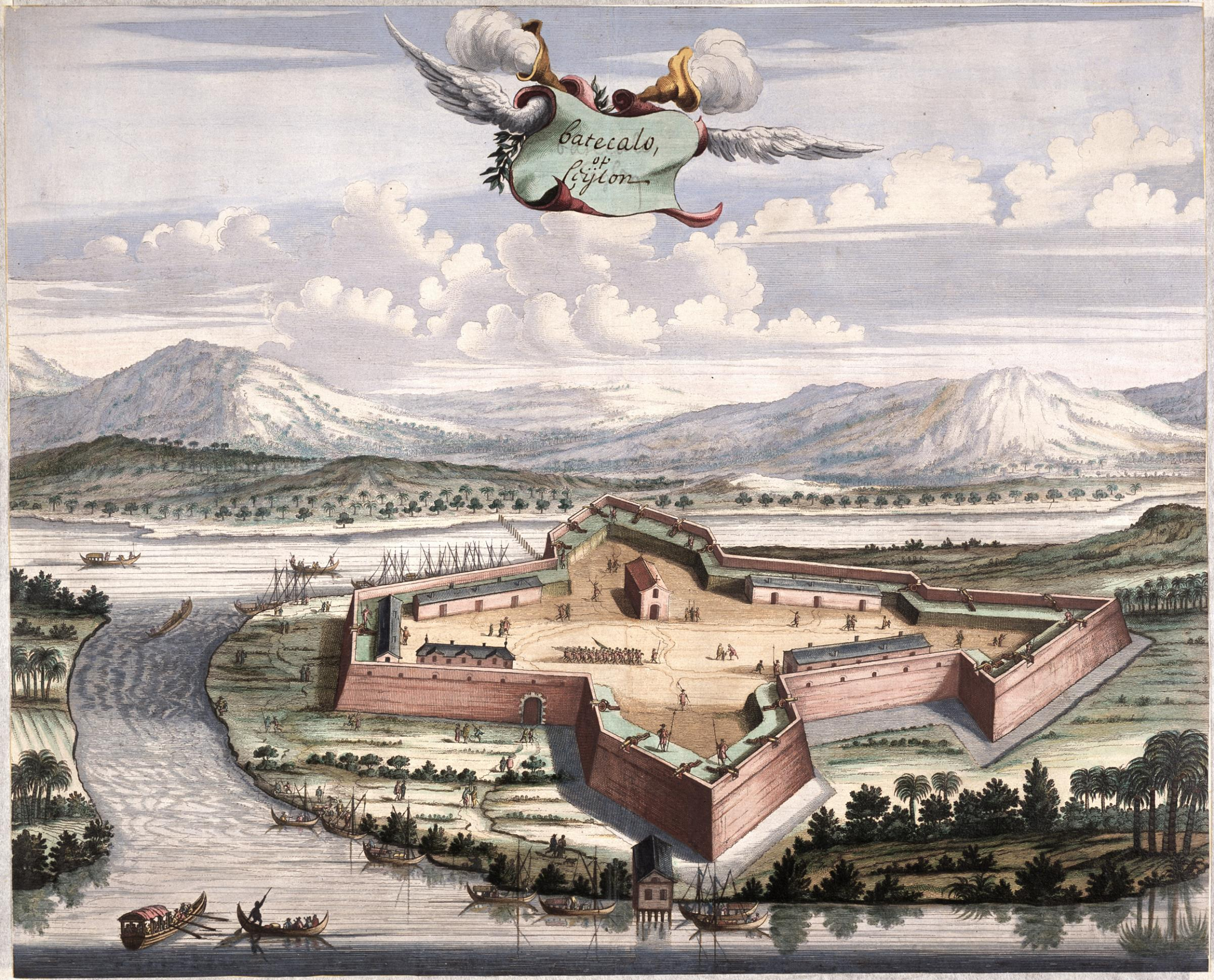
Fort de Batticaloa, c. 1665.

El fort de Batticaloa va ser construït pels portuguesos el 1628 i fou el primer a ser capturat pels holandesos (18 de maig de 1638). És un del més pintoresc entre els petits forts holandesos de Sri Lanka, estan situat en una illa, encara en condició bona.

### Segona Guerra Mundial
Dins de 1942, durant Segona Guerra Mundial, l'HMS Hermes (portaavions), i els destructor escorta Hermes i HMAS Vampir estaven estacionats a Trincomalee. Tots dos vaixells van ser atacats per aire pels japonesos (que havien atacat Batticaloa) i van ser enfonsats. Algunes de les restes del HMS Hermes encara existeixen al uns 17 km de Baticaloa.

### Tsunami de l'oceà Índic del 2004
La ciutat també va patir el impacte del tsunami de 26 de desembre de 2004. L'aigua va augmentar fins a 4.7 metres en 90 minuts al començament del terratrèmol de l'oceà Índic.

## Demografia
Batticaloa és a 314 km de Colombo. La població de 95.489 habitants (2012) consisteix principalment de tàmils, musulmans, singalesos, burghers i indigenes veddah.
El Districte de Batticaloa consisteix en diverses divisions administratives, que són: Manmunai North, Manmunai West, Manmunai South & Eruvil Pattu, Manmunai Pattu, Koralai Pattu North, Porativu Pattu, Kattankudy, Eravur Pattu, Eravur Town, Koralai Pattu i Koralai Pattu West. Al cens de 2012 tenia 525.142 persones (52.2% femelles). Per religions: Hindús 64.6%, Musulmans 25.5%, Cristians 8.8%, amb un nombre petits de budistes (1.1%) i altres. La població budista va fugir durant l'ocupació de la ciutat pels Tigres d'Alliberament de Tamil Eelam que va durar fins 2007. Per ètnies 381.285 eren tàmils, 133.844 musulmans, 6.127 singalesos, 2,794 burghers, 1.015 tàmils indis, 58 veddahs, 16 malais, i 3 chettys de Sri Lanka.